# قرار است رازی را به تو بگویم (آلبوم)
قرار است رازی را به تو بگویم نخستین آلبوم زنده خواننده-ترانه‌پرداز آمریکایی مدونا است، که شامل ترانه‌هایی از مستندی به همین نام می‌شود.